# Convento dei Teatini
Il convento dei Teatini, o Casa dei Teatini, è stato un edificio religioso dell'ordine dei teatini, in via Maqueda 172 a Palermo.
Adiacente all'oratorio di San Giuseppe dei Falegnami e alla chiesa di San Giuseppe dei Teatini, è sede della facoltà di Giurisprudenza dell'Università degli Studi di Palermo.

## Storia

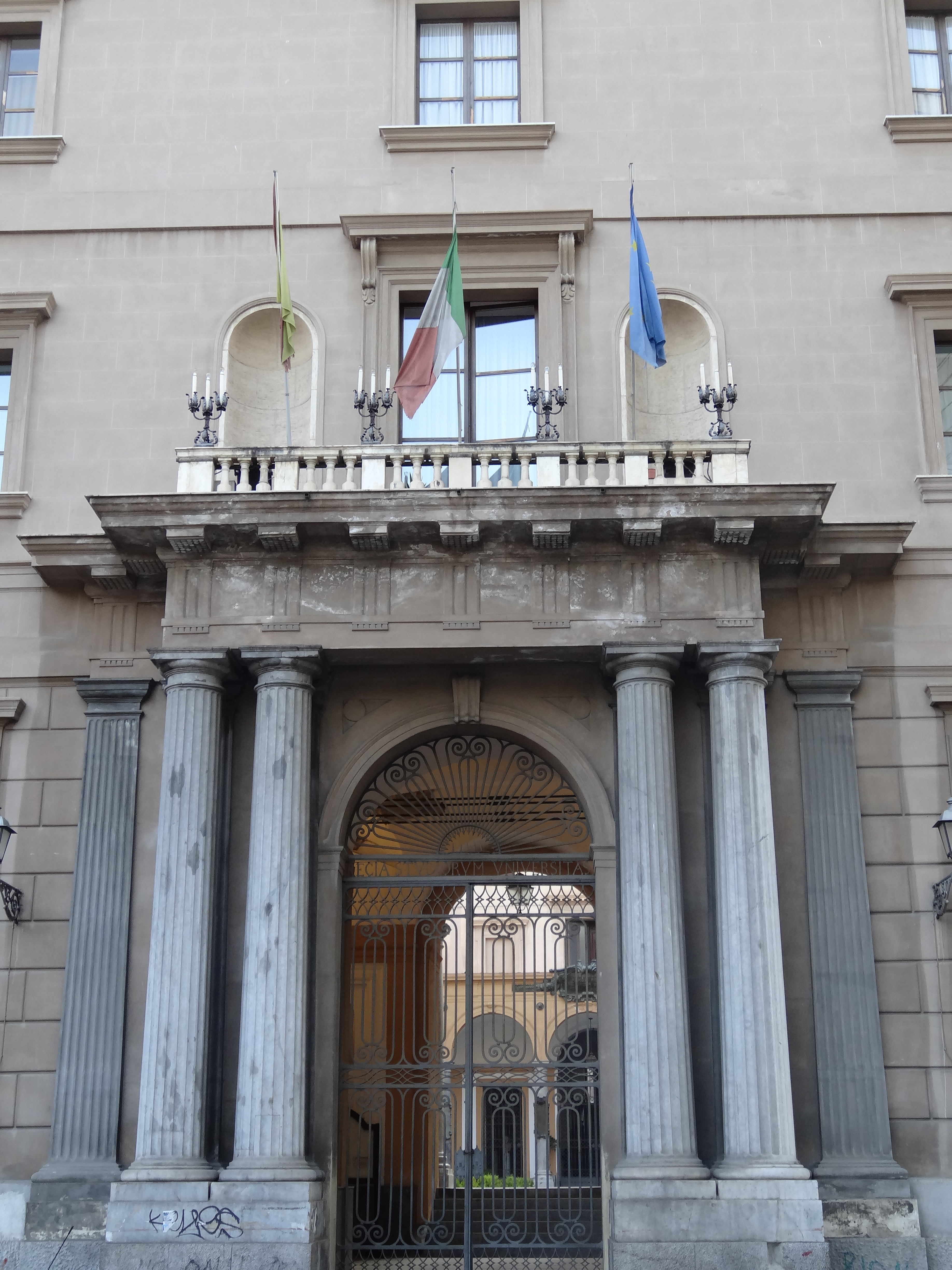
Il prospetto centrale

I teatini erano giunti a Palermo nel 1602 su invito del Senato cittadino. A redigere il progetto architettonico del convento, fu dal 1619 Giacomo Besio, architetto genovese, che già dal 1612 lavorava alla struttura della  chiesa di San Giuseppe ai Quattro Canti, che lo completò nel 1640. La struttura era collegata alla chiesa tramite archiponti stesi su vicolo D'alessi. La struttura presenta un grande chiostro dall'imponente colonnato dorico con archi a tutto sesto con volte a crociera.
Qui i teatini dimorarono per quasi due secoli per trasferirsi in seguito presso il convento della Catena sul Cassaro, quest'ultimo oggi divenuto prestigiosa sede dell'Archivio di Stato.
Alla fine del XVIII secolo fu ospitata in una parte de locali la "Reale Stamperia". Dal 1804 vi fu trasferita la  Reale Accademia panormita degli studi, che l'anno successivo divenne regia università.
Nel 1816, in seguito al trasferimento della Reale Stamperia, quegli ambienti, come quelli del piano superiore, tornarono ad essere occupati dai teatini fino al 1834, quando tutti i locali furono destinati all'università. L'edificio subì una profonda ristrutturazione, iniziata nel 1824 e completata nel 1934. Dagli anni '50 rettorato e diverse facoltà si trasferirono e il palazzo restò solo sede della facoltà di Giurisprudenza e scienze politiche. Nel 1997, furono effettuati i lavori di restauro del prospetto centrale dell’Università.
Oggi è sede Dipartimento di Giurisprudenza.